# Parepisparis
Parepisparis is een geslacht van vlinders van de familie spanners (Geometridae), uit de onderfamilie Oenochrominae.

## Soorten
- P. brevidactyla Scoble & Edward
- P. crenulata Bethune-Baker, 1906
- P. dumigani Scoble & Edward
- P. excusata Walker, 1860
- P. lutosaria Felder, 1875
- P. multicolora Lucas, 1892
- P. olivescens Warren, 1907
- P. polydaedala Prout, 1913
- P. rasimargo Warren, 1907
- P. ruptimacula Joicey & Talbot, 1917
- P. rutila Turner, 1947
- P. virescens Warren, 1907